# Prêmio Primo Levi
O Prêmio Primo Levi foi concedido a primeira vez em 10 de setembro de 2017 como parte do Wissenschaftsforum Chemie 2017 da Sociedade Alemã de Química em cooperação com a Società Chimica Italiana. Visa lembrar o escritor e químico italiano Primo Levi, que foi deportado para o Campo de Concentração de Auschwitz como um combatente da resistência judaica e sobreviveu. Levi é considerado um importante representante da literatura sobre o holocausto. Suas obras são dedicadas à memória das vítimas e se voltam-se contra o esquecimento. O Prêmio Primo Levi reconhece químicos ou cientistas de disciplinas aderentes à química que estão particularmente comprometidos em proteger os direitos humanos e, assim, promover o diálogo entre a química e a sociedade.

## Recipientes
- 2017 Roald Hoffmann, Universidade Cornell, Estados Unidos. Hoffmann, de ascendência judaica, vivenciou o holocausto em sua infância. Está comprometido com princípios éticos em química.[1]